# Yair Rodríguez
Yair Raziel Rodríguez Portillo (* 6. Oktober 1992 in Hidalgo del Parral, Mexiko) ist ein mexikanischer Mixed-Martial-Arts-Kämpfer, der zurzeit in der Kategorie Federgewicht der UFC (Ultimate Fighting Championship) kämpft.

## Karriere in der UFC
Nach einer Bilanz von 5 Siegen und 1 Niederlage gab Rodriguez sein offizielles UFC-Debüt am 15. November 2014 bei UFC 180 gegen Leonardo Morales. Rodriguez besiegte Morales durch einstimmige Entscheidung und wurde Sieger des Federgewichtsturniers. Seitdem hat Yair eine fünfköpfige Siegesserie hingelegt. Seine Gegner waren Charles Rosa, Dan Hooker, Andre Fili, Alex Caceres und B.J. Penn.
Am 13. Mai 2017 trat Rodriguez bei UFC 211 gegen Frankie Edgar an. Er erlitt seine erste UFC-Niederlage, nachdem er am Ende der zweiten Runde aufgrund einer medizinischen Unterbrechung wegen eines geschwollenen linken Auges durch TKO zu Boden ging.
Ende Oktober 2017 erklärte sich Rodriguez bereit, Edgar zu ersetzen und am 10. November 2018 bei der UFC Fight Night 139 gegen Chan Sung Jung zu kämpfen, nachdem Edgar den Kampf verletzungsbedingt abgesagt hatte. Rodriguez gewann den Kampf durch K.o. mit einem umgekehrten Ellbogen nach 4 Minuten und 59 Sekunden in der fünften Runde.
Rodriguez hat bei zwei Gelegenheiten gegen Jeremy Stephens gekämpft. Das erste Mal war am 21. September 2019 im Hauptkampf der UFC Fight Night 159, der in einem Annullierungskampf endete, nachdem Rodriguez Stephens versehentlich ins Auge gestochen hatte, sodass dieser nicht mehr weiterkämpfen konnte. Der Rückkampf fand einen Monat später bei UFC on ESPN 6 statt, wobei Rodriguez durch einstimmige Entscheidung gewann.
Am 3. Dezember 2020 wurde Rodriguez rückwirkend zum 8. September 2020 für sechs Monate gesperrt, weil er es versäumt hatte, der USADA seinen Aufenthaltsort mitzuteilen, und weil er nicht in der Lage war, Dopingtests durchzuführen. Er wurde am 8. März 2021 wieder startberechtigt.
Vier Monate später sollte Rodriguez am 17. Juli bei UFC on ESPN 26 gegen Max Holloway antreten, doch es wurde bekannt, dass Holloway den Kampf aufgrund einer Verletzung absagen musste. Der Kampf wurde auf den 13. November 2021 bei der UFC Fight Night 197 verlegt und Rodriguez verlor den Kampf durch einstimmige Entscheidung.
Im Jahr 2022 trat Rodriguez am 16. Juli bei UFC on ABC 3 gegen Brian Ortega an. Er gewann den Kampf durch TKO in der ersten Runde, nachdem Ortega eine ausgekugelte Schulter erlitten hatte und nicht mehr weitermachen konnte.
Rodriguez kämpfte am 12. Februar 2023 bei UFC 284 gegen Josh Emmett um die UFC-Interimsmeisterschaft im Federgewicht. Er gewann den Kampf und den Titel durch Submission (Triangle Choke) in der zweiten Runde. Im Juli desselben Jahres versuchte er bei UFC 290, seinen Titel gegen Alexander Volkanovski zu verteidigen, unterlag aber durch technischen K.o. in der dritten Runde.
Sein Rückkampf gegen Brian Ortega fand am 24. Februar 2024 bei der UFC Fight Night 237 statt. Bei dieser Gelegenheit verlor er den Kampf, nachdem er sich in der dritten Runde geschlagen geben musste.

## MMA-Erfolge
Ultimate Fighting Championship
- UFC Featherweight Championship (Interim)

## MMA-Kampfstatistik
| Ergebnis | Bilanz fix | Gegner                | Methode                          | Veranstaltung                                | Datum         | Runde | Zeit | Ort                   | Notiz                                                                       |
| -------- | ---------- | --------------------- | -------------------------------- | -------------------------------------------- | ------------- | ----- | ---- | --------------------- | --------------------------------------------------------------------------- |
| Sieg     | 15-5 (1)   | Brian Ortega          | Aufgabe (Arm-Triangle Choke)     | UFC Fight Night: Moreno vs. Royval 2         | 24. Feb. 2024 | 3     | 0:58 | Mexiko-Stadt          |                                                                             |
| Sieg     | 15-4 (1)   | Alexander Volkanovski | TKO (Punches)                    | UFC 290                                      | 8. Juli 2023  | 3     | 4:19 | Las Vegas, Nevada     | Um die UFC-Federgewichtsmeisterschaft                                       |
| Sieg     | 15-3 (1)   | Josh Emmett           | Aufgabe (Triangle Choke)         | UFC 284                                      | 11. Feb. 2023 | 2     | 4:19 | Perth                 | Gewann die UFC-Interims-Federgewichtsmeisterschaft                          |
| Sieg     | 14-3 (1)   | Brian Ortega          | TKO (shoulder injury)            | UFC on ABC: Ortega vs. Rodríguez             | 15. Juli 2022 | 1     | 4:11 | Elmont, New York      |                                                                             |
| Sieg     | 13-3 (1)   | Max Holloway          | Punktesieg (einstimmig)          | UFC Fight Night: Holloway vs. Rodríguez      | 13. Nov. 2021 | 5     | 5:00 | Enterprise, Nevada    |                                                                             |
| Sieg     | 13-2 (1)   | Jeremy Stephens       | Punktesieg (einstimmig)          | UFC on ESPN: Reyes vs. Weidman               | 18. Okt. 2019 | 3     | 5:00 | Boston, Massachusetts |                                                                             |
| Sieg     | 12-2 (1)   | Jeremy Stephens       | NC (versehentlicher Augenstich)  | UFC Fight Night: Rodríguez vs. Stephens      | 21. Sep. 2019 | 1     | 0:15 | Mexiko-Stadt          | Ein versehentlicher Stich ins Auge machte Stephens unfähig, weiterzukämpfen |
| Sieg     | 12-2       | Chan Sung Jung        | KO (Ellenbogen)                  | UFC Fight Night: Korean Zombie vs. Rodríguez | 10. Nov. 2018 | 5     | 4:59 | Denver, Colorado      |                                                                             |
| Sieg     | 11-2       | Frankie Edgar         | TKO (medizinische Unterbrechung) | UFC 211                                      | 13. Mai 2017  | 2     | 5:00 | Dallas, Texas         |                                                                             |
| Sieg     | 11-1       | B.J. Penn             | TKO (Punches)                    | UFC Fight Night: Rodríguez vs. Penn          | 15. Jan. 2017 | 2     | 0:24 | Phoenix, Arizona      |                                                                             |
| Sieg     | 10-1       | Alex Caceres          | Punktesieg (geteilt)             | UFC Fight Night: Rodríguez vs. Caceres       | 6. Aug. 2016  | 5     | 5:00 | Salt Lake City, Utah  |                                                                             |
| Sieg     | 9-1        | Andre Fili            | KO (Tritt gegen den Kopf)        | UFC 197                                      | 23. Apr. 2016 | 2     | 2:15 | Las Vegas, Nevada     |                                                                             |
| Sieg     | 8-1        | Dan Hooker            | Punktesieg (einstimmig)          | UFC 192                                      | 3. Okt. 2015  | 3     | 5:00 | Las Vegas, Nevada     |                                                                             |
| Sieg     | 7-1        | Charles Rosa          | Punktesieg (geteilt)             | UFC 188                                      | 13. Juni 2015 | 3     | 5:00 | Mexiko-Stadt          |                                                                             |
| Sieg     | 6-1        | Leonardo Morales      | Punktesieg (einstimmig)          | UFC 180                                      | 15. Nov. 2014 | 3     | 5:00 | Mexiko-Stadt          |                                                                             |
| Sieg     | 5-1        | Angelo Suárez         | Aufgabe (Armbar)                 | FMP 14                                       | 4. Apr. 2014  | 2     | 2:12 | Colorado              |                                                                             |
| Sieg     | 4-1        | Édgar Juárez          | KO (Punches)                     | FMP 14                                       | 16. Feb. 2013 | 1     | 0:13 | Chihuahua             |                                                                             |
| Sieg     | 3-1        | Luis Roberto Herrera  | KO (Punches)                     | FMP 13                                       | 20. Dez. 2012 | 1     | 1:21 | Chihuahua             |                                                                             |
| Sieg     | 3-0        | Carlos Ricardo        | Aufgabe (Rear-Naked Choke)       | The Supreme Cage 1                           | 10. März 2012 | 1     | 0:50 | Monterrey             |                                                                             |
| Sieg     | 2-0        | Edgar Balderrama      | Aufgabe (Rear-Naked Choke)       | Jueves DIC 22                                | 22. Dez. 2011 | 1     | 2:13 | Chihuahua             |                                                                             |
| Sieg     | 1-0        | Jonatan Guzmán        | Punktesieg (einstimmig)          | FMP 8                                        | 10. Okt. 2011 | 3     | 5:00 | Mexiko-Stadt          |                                                                             |